# Torilis leptophylla
Torilis leptophylla là một loài thực vật có hoa trong họ Hoa tán. Loài này được (L.) Rchb. f. miêu tả khoa học đầu tiên.